# Batanès
Le Batanès est un ruisseau qui traverse le département des Landes et un affluent gauche de la Midouze dans le bassin versant de l'Adour.

## Géographie
D'une longueur de 12,6 kilomètres, il prend sa source sur la commune de Campagne (Landes), à l'altitude 60 mètres, à la confluence du ruisseau du Blay et du ruisseau du Fray.
Il coule du sud-est vers le nord-ouest et se jette dans la Midouze à Saint-Yaguen (Landes), à 200 mètres au sud-est du lieu-dit Grand-Serène, à l'altitude 18 mètres.

## Communes et cantons traversés
Dans le département des Landes, le Batanès traverse quatre communes et trois cantons : dans le sens amont vers aval : Campagne (source), Saint-Perdon, Meilhan et Saint-Yaguen (confluence).
Soit en termes de cantons, le Batanès prend source dans le canton de Mont-de-Marsan-Sud, arrose le canton de Tartas-Est et conflue dans le canton de Tartas-Ouest.

## Affluents
Le Batanès a deux affluents référencés :
- le ruisseau du Fray (rd) ;
- le ruisseau de Larriou (rd).